# Karl Ruberl
Karl August Ruberl (Viena, 3 d'octubre de 1881 – Nova York, 12 de desembre de 1966) va ser un nedador austríac que va competir a principis del segle xx. El 1900 va prendre part en tres proves del programa de natació dels Jocs Olímpics de París. En la cursa dels 200 metres esquena guanyà la medalla de plata, en quedar segon rere l'alemany Ernst Hoppenberg. En els 200 metres lliures guanyà la medalla de bronze, en quedar rere Frederick Lane i Zoltán Halmay, mentre en els 200 metres obstacles acabà en quarta posició.
Després de les Olimpíades Ruberl emigrà als Estats Units, i el 1904 adquirí la nacionalitat estatunidenca amb el nom de Charles Ruberl. Als Estats Units continuà practicant la natació amb el New York Athletic Club i establí diversos rècords nacionals. En retirar-se passà a treballar en la banca, ajudant a crear la Bainbridge, Ryan & Ruberl, una corredoria de valors. Es retirà poc abans del crack del 29 i visqué a Nova York fins a la seva mort, el 1966.